# Dolgo Brdo pri Mlinšah
Dolgo Brdo pri Mlinšah – wieś w Słowenii, w gminie Zagorje ob Savi. W 2018 roku liczyła 62 mieszkańców.